# Distrikt Chinchero
Der Distrikt Chinchero liegt in der Provinz Urubamba der Region Cusco in Südzentral-Peru. Der am 9. September 1905 gegründete Distrikt hat eine Fläche von 104 km². Beim Zensus 2017 lebten 11.652 Einwohner im Distrikt. Im Jahr 1993 lag die Einwohnerzahl bei 9146, im Jahr 2007 bei 9422. Die Distriktverwaltung befindet sich in der Kleinstadt Chinchero.

## Geographische Lage
Der Distrikt Chinchero liegt im äußersten Südosten der Provinz Urubamba, 16 km nordwestlich der Regionshauptstadt Cusco. Der Distrikt liegt hauptsächlich auf einer etwa 3750 m hoch gelegenen Hochfläche östlich der Cordillera Vilcabamba. Zentral im Distrikt liegt der See Lago Piuray.
Der Distrikt Chinchero grenzt im Westen und Norden an die Distrikte Maras und Huayllabamba, im Osten an die Distrikte Calca und Coya (beide in der Provinz Calca), im Südosten an den Distrikt Cusco (Provinz Cusco), im Süden an den Distrikt Cachimayo sowie im Südwesten an die Distrikte Pucyura und Anta (die letzten drei in der Provinz Anta).